# Biokonzentration
Biokonzentration ist die Anreicherung eines chemischen Stoffs in einem aquatischen Organismus durch direkte Aufnahme aus dem umgebenden Wasser. Im Gegensatz zum Begriff der Bioakkumulation wird der Aufnahmepfad über die Nahrung unberücksichtigt gelassen. Die Biokonzentration und der daraus abgeleitete Biokonzentrationsfaktor (BCF) sind wichtige Prüfgrößen in der Ökotoxikologie. Die Aufnahme in den Körper eines Fisches oder eines anderen Wasserorganismus erfolgt über die Kiemen oder über andere permeable Körperoberflächen, die insbesondere bei weichhäutigen Organismen für viele lipophile Stoffe gut durchlässig sind.
Der Begriff Biokonzentration wird sowohl für den dynamischen Vorgang der allmählichen Konzentrierung des Stoffs im Organismus verwendet als auch für die Charakterisierung des jeweiligen Momentan- oder des Endzustands (Gleichgewichtszustands). Geht die Konzentration im Wasser wieder zurück, vermindert sich die Biokonzentration im Organismus meist gemäß einer zunächst stärker und später schwächer ablaufenden Exponentialkurve. Je nach Fettlöslichkeit der Verbindung und Größe des Organismus wird die Abnahme aber unterschiedlich schnell und manchmal nur partiell ablaufen. In Abhängigkeit von der Fettlöslichkeit einer Verbindung, kann es bis zur Erreichung des Gleichgewichtszustandes eine längere Zeit dauern. Die benötigte Zeit kann mittels folgender Gleichung abgeschätzt werden:
{\displaystyle {\frac {t_{\text{Gleichgewicht}}}{\text{h}}}=0{,}00654\cdot K_{\text{OW}}+55{,}31}
Folglich dauert es bei einer Verbindung mit einem Octanol-Wasser-Verteilungskoeffizienten (log KOW) von 4 rund fünf Tage bis zur Erreichung des Gleichgewichtszustandes, bei einem log KOW von 6 hingegen bereits neun Monate.

## Biokonzentrationsfaktor (BCF)
Die Biokonzentration gegenüber dem Wasser kann als Biokonzentrationsfaktor gekennzeichnet werden. Dieser stellt eine Größe dar, die das Verhältnis der Konzentrationen im Organismus im Vergleich zum Wasser darstellt. Die Einheit des BCF ist l/kg, wird aber teilweise weggelassen. Die Kinetik der Aufnahme- oder Abnahmegeschwindigkeit der Biokonzentration und damit auch des BCF entspricht der Kinetik der Ein-, Zwei- oder Mehr-Kompartimentmodelle.
In ökologischen Fischtests ist der BCF definiert als Verhältnis zwischen der Konzentration des getesteten Stoffs im Versuchsfisch {\displaystyle c_{\text{f}}} (in mg/kg Gewebe) und der Konzentration in Versuchswasser {\displaystyle c_{\text{w}}} (in mg/L Testmedium):
{\displaystyle BCF={\frac {c_{\text{f}}}{c_{\text{w}}}}},
wobei der Wert unter Gleichgewichtsbedingungen gemessen wird, wenn also die Aufnahmerate durch Diffusion über Körperoberflächen gleich der Eliminationsrate (Exkretion, Auswärtsdiffusion oder Abbau) entspricht. Es muss beachtet werden, dass sich der BCF zwischen verschiedenen Spezies unterscheidet und u. a. von der Entwicklungsphase abhängt.
Der BCF eines Stoffs kann außer im Tierversuch näherungsweise auch aus dem KOW-Wert berechnet werden.
Verbindungen mit einem BCF von > 2000 L/kg bzw. > 5000 L/kg bei aquatischen Spezies erfüllen das Teilkriterium für PBT- bzw. vPvB-Stoffe unter REACH.

## Biokonzentration im Vergleich zu Bioakkumulation und Biomagnifikation
Bei Untersuchungen mit Wasserorganismen wird die Biokonzentration vielfach als nur einer von zwei möglichen Aufnahme- und Akkumulationspfaden gesehen, die zur Gesamt-Bioakkumulation beitragen, denn neben der direkten Aufnahme aus dem Wasser ist die Aufnahme über die Nahrung mitzuberücksichtigen (Biomagnifikation). Diese konzeptionelle Unterteilung ist in der Praxis allerdings oft schwer nachzuweisen, da die verschiedenen Aufnahmewege in den Körper häufig simultan verlaufen und die Bioakkumulation in einem komplexen dynamischen Gleichgewicht zwischen dieser Aufnahme und den verschiedenen Formen der Elimination (Abbau oder Ausscheidung des Stoffs aus dem Körper) steht. Zudem ist insbesondere bei kleinen weichhäutigen Wasserorganismen (wie sie häufig zu Testzwecken verwendet werden) und bei lipophilen Stoffen die Biokonzentration der schnellere und damit bedeutsamere Aufnahmemechanismus im Vergleich zur Biomagnifikation.